# Zadnji iz svojega plemena
Zadnji iz svojega plemena (izvirno angleško The Last of His Tribe) je ameriški televizijski dramski film iz leta 1992, posnet po knjigi Ishi in Two Worlds Theodore Kroeber, ki povezuje doživljaje njenega drugega moža, kulturnega antropologa Alfreda Louisa Kroeberja, in Išija, verjetno zadnjega pripadnika Jahijev, južne veje ljudstva Janajcev iz Kalifornije. Kroeberja je igral Jon Voight, Išija pa Graham Greene. Film je režiral Harry Hook.

## Vsebina
Film temelji na resničnih dogodkih iz življenja ameriškega staroselca Išija, pripadnika domnevno izginulega kalifornijskega ljudstva Jahijev, ko se po smrti svoje družine poskuša navaditi na življenje v tuji družbi z začetka 20. stoletja zunaj indijanskega rezervata.

## Vloge
- Jon Voight kot profesor Alfred Louis Kroeber
- Graham Greene kot Iši
- David Ogden Stiers kot dr. Saxton Pope
- Jack Blessing kot Tom Waterman
- Anne Archer kot Henrietta Rothschild Kroeber
- Daniel Benzali kot gospod Whitney
- Charles Martinet kot pomočnik predstojnika muzeja

## Sprejem
Woight je bil za svojo glavno vlogo leta 1992 nominiran za zlati globus za najboljšega igralca v televizijski miniseriji ali filmu.